# Bataille d'Aguel'hoc
Pour les articles homonymes, voir Attaque d'Aguel'hoc.
Guerre du Mali
Batailles
La bataille d'Aguel'hoc ou massacre d'Aguel'hoc se déroule lors de la guerre du Mali, au début de la rébellion touarègue de 2012. Le 25 janvier 2012 la ville est prise par les forces rebelles d'Ansar Dine, du MNLA et d'AQMI. La prise de la petite ville d'Aguel'hoc s'accompagne d'un massacre de plusieurs prisonniers maliens.

## Déroulement
Le 18 janvier, la petite ville d'Aguel'hoc est attaquée par les rebelles. L'assaut débute à 3 heures 30 du matin, les assaillants commencent par couper le réseau téléphonique, tandis qu'un groupe, dissimulé par les habitations de la ville progresse vers le camp militaire sans être vu. Ils trouvent une position favorable sur les toits d'où ils peuvent mitrailler le camp militaire. De plus, en périphérie de la ville, les enseignants et étudiants de l'Institut de formation des maîtres sont faits prisonniers, ceux-ci sont utilisés comme boucliers humains afin de se protéger d'éventuels raids aériens.
Cependant le premier jour, l'armée malienne repousse les forces indépendantistes et islamistes, elle effectue même quelques sorties avec des BRDM-2. Selon le ministère malien de la Défense, ce premier combat a fait 35 morts chez les assaillants. Les pertes de l'armée malienne sont d'un mort et 7 blessés,. 
Quant aux forces d'Ansar Dine, elles seraient dirigées par Abou Mohame, dit Cheikh Aoussa, le commandant en second du mouvement dirigé par Iyad Ag Ghali. Selon un officier des services de renseignement du Mali, les assaillants sont commandés par le colonel déserteur Ibah ou M'Bam Ag Moussa, dit "Bamoussa". 
Le vendredi 20 janvier, un convoi de l'armée malienne venu renforcer la garnison d'Aguel'hoc est repoussé lors de la bataille d'In Emsal.
Après quelques légères escarmouches, le 24 janvier, à cinq heures du matin, les rebelles lancent un deuxième assaut. À court de munitions, les militaires maliens se rendent. Mais ils sont massacrés le même jour, certains sont tués d'une balle à la tête, d'autres sont égorgés. 
Le lendemain, la caserne est bombardée par l'aviation malienne et, venue de Kidal une nouvelle troupe malienne commandée par le colonel Ag Gamou fait route sur Aguel'hoc, soutenue par des hélicoptères Mil Mi-24. Les rebelles préfèrent se retirer et abandonnent la ville qui est reprise sans combat par les soldats maliens, 41 corps de militaires sont retrouvés dans des fosses communes dans un premier bilan,.

## Massacre des prisonniers

### Bilan humain
Le ministre français de la Coopération Henri de Raincourt déclare le 13 février 2012 sur Radio France internationale que « des violences absolument atroces et inadmissibles » ont été commises à Aguel'hoc, avec des « exécutions sommaires, des soldats, des personnes – on parle d'une centaine – qui ont été capturées et ont été froidement exécutées ». Selon une source française proche du dossier interrogée par l’Agence France-Presse, « au total, il y a eu 82 morts exactement, pas de civils » et ce massacre a été commis à Aguel'hoc le 24 janvier. Le ministre français n’a pas précisé les responsables du massacre mais a affirmé que « certains prétendent que la méthode utilisée pour l'exécution s'apparente à celle utilisée par Al-Qaida », les victimes ayant été égorgées ou tuées d’une balle dans la tête.
Le 1er février, le président malien Amadou Toumani Touré évoque 95 morts dans ce massacre.
D'après l'Association malienne des droits de l’Homme (AMDH) : « il y a eu des exécutions sommaire sur 153 militaires du camp d’Aguelhoc, égorgés ou tués avec une balle dans la tête ». Le bilan de l'AMDH est repris par Human Rights Watch. Cependant il est supérieur à celui donné par l'armée malienne pour l'ensemble des pertes de l'année 2012. Le 6 mai 2013, la direction de l’information et des relations publiques de l’Armée malienne (DIRPA) affirme qu'au total 133 soldats maliens ont été tués dans l'ensemble des combats entre le 12 janvier 2012 et le 11 janvier 2013.
Selon un rapport publié en janvier 2013 par le Haut-Commissariat des Nations unies aux droits de l'homme, 153 soldats maliens ont été faits prisonniers et selon une estimation militaire 94 d'entre eux auraient égorgés ou exécutés d'une balle à la tête.

### Responsabilités du massacre
Dans un communiqué officiel le MNLA dément l'existence de massacre, le mouvement indépendantiste affirme que ses prisonniers sont traités selon les Conventions de Genève de 1949 et qu'aucun combattant salafiste n'a pris part aux combats. Le 14 février, Hama Ag Sid’ahmed, porte-parole du MNLA, dément une nouvelle fois toute alliance avec Aqmi. Il indique également que le MNLA « n’a commis aucun acte, n’a égorgé personne et n’a tiré sur aucun militaire désarmé ». De plus, le chargé de communication du MNLA, Mossa Ag Attaher ajoute dans une video datée du 28 mars, que « Depuis le 17 janvier, nous avons clairement notifié notre démarcation non seulement avec Al Qaeda au Maghreb Islamique mais aussi avec tout groupuscule, tout mouvement dont le fondement a pour racine une quelconque religion. L'idéologie religieuse, extrémiste, Salafiste et de tout genre n'a pas sa place dans le noble combat que mène le MNLA aujourd'hui ». Soumeylou Boubèye Maïga, ministre malien des affaires étrangères, a déclaré dans une interview à Radio France internationale que les massacres de soldats à Aguel'hoc le 24 janvier portaient « clairement, la signature des groupes salafistes qui se trouvaient donc impliqués aux côtés du mouvement qui prétend se battre pour l’indépendance de l’Azawad ».
Serge Daniel, correspondant de Radio France internationale et l’Agence France-Presse à Bamako depuis vingt ans, déclare le 16 février au quotidien français Libération, qu'il était convaincu que le MNLA et des membres d'AQMI « ont combattu côte à côte à Aguelhoc, où des exécutions sommaires de soldats ont eu lieu fin janvier ».
Le 17 février, Amnesty International demande que soit menée « une enquête indépendante et impartiale sur ces faits ». Le 21 février 2012, la commission spéciale chargée d'enquêter sur les exécutions sommaires commises à Aguel'hoc, composée de 7 membres, tous officiers supérieurs des forces armées et de sécurité, et présidée par Alioune Badara Diamouténé, inspecteur général de police, a remis au président Amadou Toumani Touré son rapport après avoir passé 10 jours à Aguel'hoc et rencontré des témoins des évènements. D'après les conclusions de ce rapport, des éléments d'AQMI alliés au MNLA ont participé aux attaques du 18 au 24 janvier et ont exécuté des militaires maliens. Elle déclare détenir « des preuves et témoignages des rescapés militaires et civils soutenus par des images qui attestent que des combattants de l’armée malienne désarmés ont été bien arrêtés, ligotés les mains au dos avant d’être abattus ». Par ailleurs, elle informe que « des élèves et enseignants de l’Institut de formation des maîtres (IFM) d’Aguelhoc ont été utilisés comme boucliers humains par les assaillants en difficulté lors de l’attaque du 18 janvier 2012 ».
Le 28 février, Maharafa Traoré, ministre malien de la Justice, intervient à la tribune du Conseil des droits de l'homme des Nations unies à Genève pour dénoncer l’attaque par le MNLA allié à AQMI du camp d’Aguel’hoc où « les soldats de l’armée malienne désarmés ont été poursuivis, arrêtés, les mains liées au dos et froidement exécutés au mépris des dispositions des Conventions de Genève relatives au droit international humanitaire » et solliciter, au nom du gouvernement malien, « de la Communauté Internationale, une condamnation ferme des crimes commis par le Mouvement dit de Libération de l’Azawad et AQMI et demande un soutien pour assurer le rétablissement de la paix, de la sécurité et le développement de l’ensemble de ses régions ».
Dans une interview au quotidien français Le Figaro le 15 mars 2012, le président malien Amadou Toumani Touré confirme les accusations de crime de guerre portées contre le MNLA allié à AQMI lors de l’attaque d’Aguel’hoc
Le président Amadou Toumani Touré déclare :

« La garnison n'avait plus de munitions et il était impossible d'acheminer des renforts. Les soldats qui se sont battus vaillamment ont été faits prisonniers. Lorsque le MNLA a quitté les lieux nous avons découvert une tragédie. 70 de nos jeunes étaient alignés sur le sol. Les Noirs avaient les poignets ligotés dans le dos. Ils ont été abattus par des balles tirées à bout portant dans la tête. Ceux qui avaient la peau blanche, les Arabes et les Touaregs, ont été égorgés et souvent éventrés. C'est un crime de guerre. Je suis étonné par le silence des organisations internationales sur ces atrocités. Que dit la Cour pénale internationale? Rien. Une commission d'enquête a été chargée de remettre un dossier à la justice malienne. Le MNLA qui a revendiqué la victoire porte une lourde responsabilité, mais nous savons que le contingent le plus important du groupe était composé essentiellement de gens d'Aqmi. »

Dans une vidéo publiée le 11 juillet par Ansar Dine, le mouvement islamiste déclare avoir capturé 9 rescapés d'Aguel'hoc. Ils avaient été libérés en avril après avoir « donné leur parole de ne plus jamais combattre la charia de l’islam. ».

## Lapidation
Fin juillet 2012, après la prise de contrôle d'Aguel'hoc par les islamistes, un couple adultère a été mis à mort par lapidation, au nom de la charia, par des hommes de Hamada Ag Hama, dit Abdelkrim Taleb, le chef d'une katiba d'AQMI.